# Holma, Malmö
Holma är ett bostadsområde i stadsdelen Hyllie, Malmö. 
I Holma finns flerfamiljshus i tre och åtta våningar kring öppna gårdar. En tredjedel är bostadsrätter och resten tillhör MKB. Området ligger mellan Pildammsvägen och Kroksbäcksparken, söder om Ärtholmsvägen.

## Historia
Holma är ett delområde i Hyllie, Malmö, nära Hyllie vattentorn. Före utbyggnaden 1972–1974 var Holma en gård omgiven av åkrar. I 1956 års generalplan var platsen tänkt att förbli obebyggd jordbruksmark men i den reviderade planen från 1962 hade ett stort markområde, där bland annat Holma ingick, reserverats för ”storhus”. Holma blev ett typiskt område från den senare delen av miljonprogrammet. Bebyggelsen består av tre- och åttavånings hus ordnade i ett rätvinkligt stadsplanemönster. Husens ursprungliga utformning reflekterade väl tidens anda och även de stora förändringar som husen genomgått är en tydlig spegling av senare tiders syn på miljonprogrammets arkitektur. 
På Holma finns cirka 1 500 lägenheter, varav 80 % består av två eller tre rum och kök. Holma är till två tredjedelar uppfört av MKB, med Skånska Cementgjuteriets arkitektkontor som ansvariga för husens utformning. Norra delen av Holma byggdes av Riksbyggen. Husen ritades av BPA och Svenska Riksbyggens arkitektkontor. 
Holma är nästan helt trafikseparerat. Alla bilar samlas på stora parkeringdäck vid områdets infart. I Holma finns även separata bussgator med några busshållplatser. I området finns Holmaskolan (F–6). Här ligger även Holma förskola, Fosiedals förskola, Hyacintens förskola och en Montessoriförskola. Inom området finns bara två matbutiker, en second hand-affär, en jourlivs och några frisersalonger. I Holma bodde 3 629 personer den 1 januari 2006. De fem största invandrargrupperna i Holma är jugoslaver, irakier, afghaner, polacker och libaneser.  Sammanlagt utgör de 51 % av befolkningen i Holma.
Enligt Malmö stads planprogram för Holma och Kroksbäck i Hyllie i Malmö 2016 var folkmängden i Holma 2 957 här av var 2 230 utomlandsfödda. Sysselsättningsgraden bland 20–64 årig var 39,4 %. För jämförlse var sysselsättningsgraden bland 20–64 årig i Malmö 64,0 %.
I april 2025 inträffade två allvarliga våldsincidenter i bostadsområdet Holma i Malmö, vilket uppmärksammades i nationella nyhetsmedier.
Den första händelsen ägde rum den 20 april 2025, då tre personer skadades i samband med ett bråk mellan två grupperingar. Händelsen rubricerades som försök till mord. Enligt rapportering från SVT Nyheter Skåne ska ett större bråk ha brutit ut, vilket ledde till att flera personer behövde sjukhusvård.
Den andra händelsen inträffade den 23 april 2025, då en man skadades i en misstänkt mordförsök i samma område. Flera polispatruller kallades till platsen, som spärrades av för teknisk undersökning.

## Källor

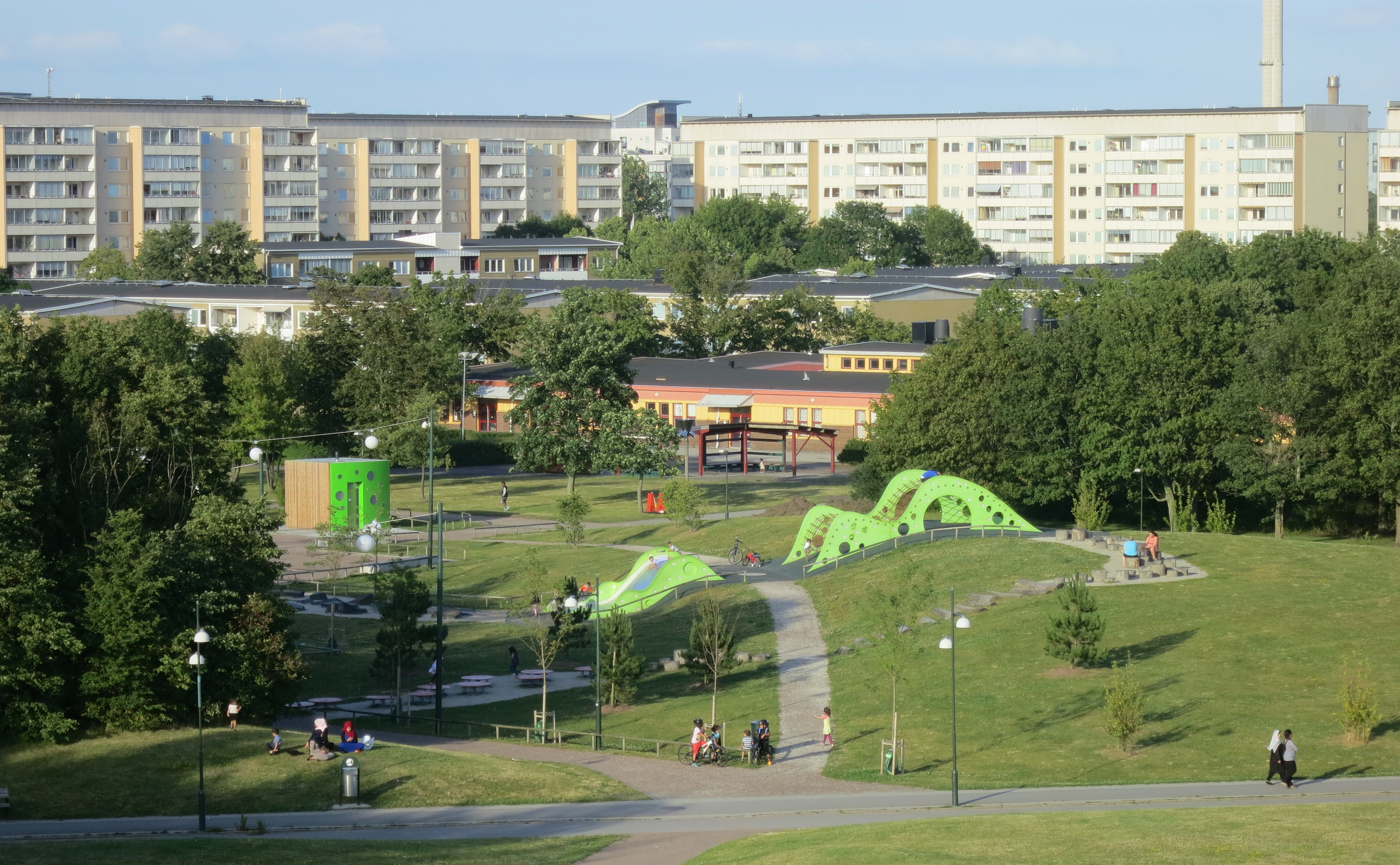
Holma från Kroksbäcksparken